# آلفرد کوکرن

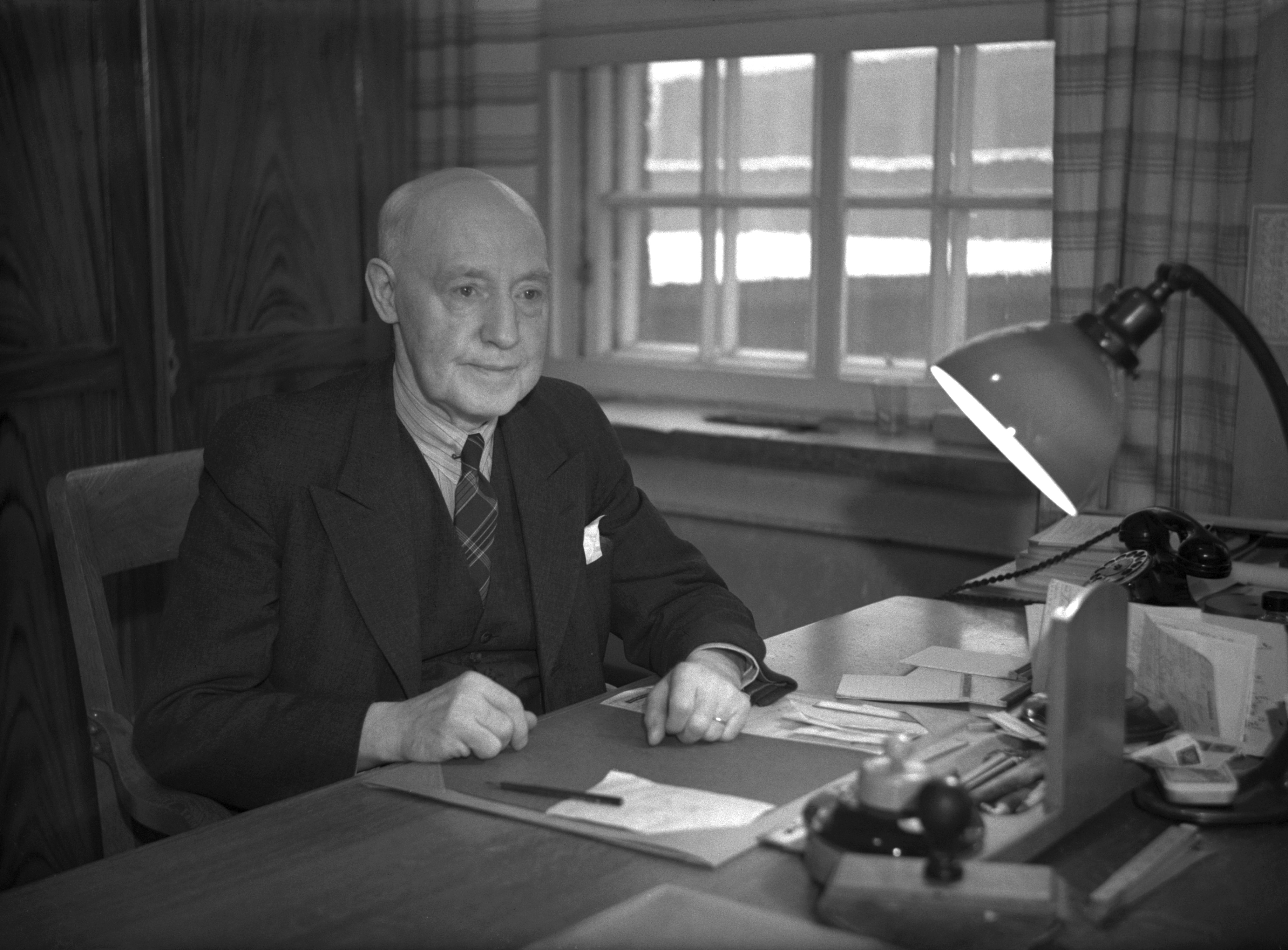
آلفرد کوکرن

آلفرد کوکرن (انگلیسی: Alfred Cochrane; ۲۶ ژانویهٔ ۱۸۶۵ – ۱۴ دسامبر ۱۹۴۸) بازیکن کریکت، بازیکن فوتبال، و نویسنده اهل بریتانیا بود.